# 江平
 江 平 （こう へい、1930年12月28日 - 2023年12月19日）は、中国の改革開放時代を代表する法律家。中国政法大学の元学長。

## 概要
中国の遼寧省大連市で生まれ、中国政法大学の終身教授であり、民法および商法の博士課程の家庭教師でもある。かつて中国政大学学長、第7回全国人民代表大会常務委員会委員および法務委員会副主任、中国法学会副会長を務めた。 かつては「中華人民共和国民法典」などの法令の制定に参加し、童魯、王家福、魏振英とともに「民法四賢人」と呼ばれた。
中国政法大学は毎年選抜される「江平民ビジネス法奨学金」を運営している。

## 経歴
1930年12月28日、大連市の銀行員の家庭に生まれた。家族は 1937年に上海に移り、その1年後に北平（現在の北京市）に移った。中学校は北平芸術中学校、高校は崇徳中学校（現在の北京第31中学校）に通った。 1948年から1949年まで延清大学でジャーナリズムを学んだが、中国共産党の地下周辺組織である民主青年団に参加したため学校を中退した。また、1949年には北京青年団委員会の準備活動に参加した。1951年から1956年まで、ソ連が海外に派遣した最初の学生の一人として、カザン大学とモスクワ州立大学の法学部で学び、中国学生連合の活動に参加し大学を1年早く卒業した。その後北京政法学院（現在の中国政法大学）の民法教育研究部門で教えるために中国に戻った。
1957年、江平と他19人の若い教師が学校の政治について講義する大きな文字でポスターを書き、フルシチョフの秘密報告書について公に議論したため、右翼のレッテルを貼られ新婚の妻との離婚を余儀なくされた。その後北京の西山に働きに送られたが、そこで電車に轢かれて足を骨折した。
1959年、「右翼」として北京政法大学（現在の中国政法大学）外国語教育研究室に復帰した。1972年に学校は解散され、教職員の一部は安徽省の田舎で働き始めた。その後組織によって排除され、北京の延慶中学校でロシア語を教えるために派遣された。
1978年に北京政法大学が再開され、江平は教授として復帰した。1982年に同大学の副学長、1984年に中国政法大学の副学長、1988年6月に学長を務めた。しかし1990年2月15日、中国共産党によって学生運動を支援しているとみなされたため、学長を解任された。
2001年10月、中国政法大学から終身教授の称号を授与された。 2012年、第1回「光華学者フォーラム」に参加するため台湾を訪れ、当時の中華民国の馬英九総統の歓迎を受けた。
2012年11月、北京でのシンポジウムで「中国の司法改革は近年後退している。公安委員会と政法委員会の過剰な権限は国家の不幸である。中国は裁判所の権威と司法の独立を確立すべきである。」と述べた。「財産の申告、審査、予算の開示、均衡と公開の選挙、その他の制度の確立には必要であるが、長年にわたって違法であった労働による再教育制度も廃止されるべきである。」労働による再教育制度は最終的に常任議会によって廃止された。
2023年12月19日12時28分、北京の中日友好病院で92歳で没した。同月23日午前、北京の八宝山葬儀場の東講堂で告別式が執り行われた。温家宝、張徳江、陳光中、英松年、張金帆、金平、子中君、張偉英ら各界の人々が献花した。

## 思想
中国の特色ある社会主義を「立憲社会主義」に置き換えることを主張しているが、これは「中国の特色」を立憲主義として明確に定義することを意味する。 また、「わが国には現在憲法があるが、真の立憲政府はまだ存在していない。これは、中国が民主主義、自由、人権の点でまだまだ道半ばであることを意味している」と考えている。